# Ордабасински район
Ордабасински район (на казахски: Ордабасы ауданы) е съставна част на Туркестанска област, Казахстан.
Има обща площ 2640 км2 и население 121 641 души (по приблизителна оценка към 1 януари 2020 г.). Административен център е село Темирлановка.